# 66 Pomorski Batalion Piechoty
66 Pomorski batalion piechoty – pododdział piechoty Polskich Sił Zbrojnych.

## Formowanie i zmiany organizacyjne
66 Pomorski batalion piechoty został sformowany w 1945 roku we Włoszech w Bazie 2 KP w San Basilio, w składzie 16 Brygady Piechoty. Nie wziął udziału w walkach.

## Dowódcy batalionu
- mjr Jan Dragan (5 I 1945 - 8 IV 1946)[2]
- mjr Eugeniusz Ladenberger (8 IV 1946 - 1947)[3]

## Zastępca dowódcy batalionu
- kpt. Mieczysław Kipp[2]

## Odznaka batalionu
Odznaka specjalna została wprowadzona rozkazem nr 13 dowódcy 2 Korpusu z 31 stycznia 1945 roku. Była wykonana w metalu, emaliowana. Na tarczy stylizowana sylwetka mewy w locie. Tarcza pokryta granatową emalią z żółtą obwódką, mewa - białą emalią. Oznaka noszona na beretach po lewej stronie, w odległości 5 cm od orzełka.